# لوک نیلیس
لوک نیلیس (به انگلیسی: Luc Nilis) بازیکن فوتبال اهل بلژیک و عضو تیم ملی فوتبال بلژیک است که در تاریخ ۲۶ مارس ۱۹۸۸ میلادی اولین بازی ملی‌اش را مقابل تیم ملی فوتبال مجارستان انجام داد. او در ۵۵ بازی ملی حضور داشت و جمعاً ۳۵۰۰ دقیقه برای تیم ملی فوتبال بلژیک به میدان رفت. لوک نیلیس آخرین بازی ملی خود را در تاریخ ۱۹ ژوئن ۲۰۰۰ میلادی در برابر تیم ملی فوتبال ترکیه انجام داد. وی در بازی‌های ملی‌اش ۱۰ گل به ثمر رساند.